# Cybocephalus wollastoni
Cybocephalus wollastoni là một loài bọ cánh cứng trong họ Cybocephalidae. Loài này được Lindberg miêu tả khoa học năm 1950.